# Konstantin Karawajew
Konstantin Siemionowicz Karawajew (ros. Константин Семёнович Караваев, ur. 1894 we wsi Filino w guberni moskiewskiej, zm. w maju 1978) – radziecki polityk, członek KC KP(b)U/KPU (1940–1960), zastępca przewodniczącego Rady Komisarzy Ludowych Ukraińskiej SRR (1940–1943).

## Życiorys
Od 1917 w SDPRR(b), w latach 1917–1919 członek komitetu wykonawczego rady powiatowej w Podolsku w guberni moskiewskiej, 1919–1920 w Armii Czerwonej, 1920–1929 pełnomocnik kooperatywy żywnościowo-robotniczej w Podolsku, kierownik Podolskiego powiatowego wydziału finansowego, 1929–1930 kierownik okręgowego oddziału finansowego w Sierpuchowie. 1930-1936 zastępca przewodniczącego, a 1936–1937 przewodniczący komitetu wykonawczego rady rejonowej w Moskwie, 1937-1938 kierownik moskiewskiego zarządu mieszkaniowego. Od 15 marca 1938 do stycznia 1940 p.o. przewodniczącego, a od 5 stycznia do czerwca 1940 przewodniczący Komitetu Wykonawczego Rady Obwodowej w Dniepropietrowsku. Od 18 czerwca 1938 do 13 maja 1940 zastępca członka, a od 17 maja 1940 do 16 lutego 1960 członek KC KP(b)U/KPU. Od 28 maja 1940 do 1943 zastępca przewodniczącego Rady Komisarzy Ludowych Ukraińskiej SRR, od grudnia 1946 do kwietnia 1953 przewodniczący Komitetu Wykonawczego Rady Obwodowej w Odessie, w latach 1953–1956 minister kontroli państwowej Ukraińskiej SRR, 1956–1962 członek Komitetu Kontroli Partyjnej przy KC KPZR. Od 23 listopada 1962 do 6 grudnia 1965 członek Komitetu Kontroli Partyjno-Państwowej przy KC KPZR i Radzie Ministrów ZSRR, od 6 grudnia 1965 do 1966 ponownie członek Komitetu Kontroli Partyjnej przy KC KPZR, następnie na emeryturze. Odznaczony dwoma Orderami Lenina (7 lutego 1939 i 1954).